# Geschichte der Stadt Witten

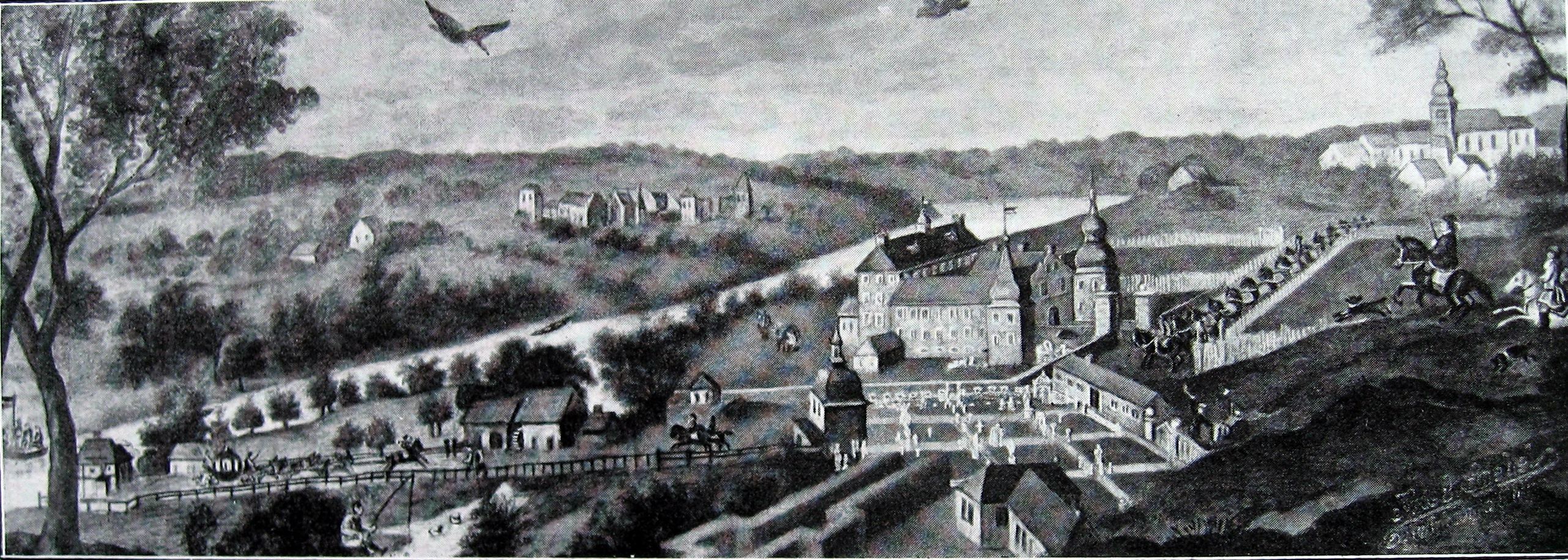
Witten vor der Industrialisierung

Die Geschichte der Stadt Witten ist eng mit der Geschichte des Ruhrgebiets verbunden. Das Wittener Muttental wird in der Forschung gemeinhin als Wiege des Ruhrbergbaus betrachtet und gilt als Keimzelle des Ruhrgebiets.

## Frühmittelalter
Der heutige Stadtteil Herbede wurde erstmals 851 urkundlich erwähnt. Man geht davon aus, dass bereits im 9. Jahrhundert eine Kapelle im Oberdorf errichtet wurde. Um das Jahr 1000 müssen erste Steinkohlegrabungen an der Ruhr stattgefunden haben.

## Hochmittelalter

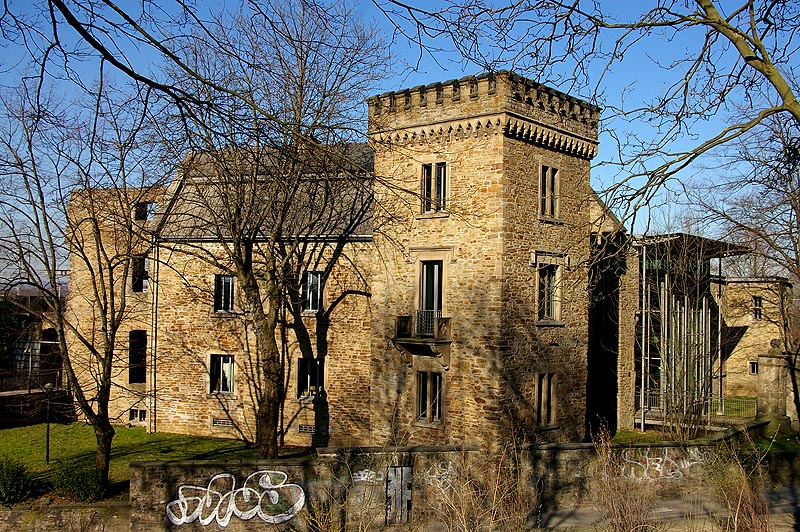
Haus Witten

Mit der urkundlichen Erwähnung eines Geistlichen, „Antonius, decanus in Wittene“, wird Witten 1214 erstmals in einer Urkunde erwähnt. Die Burg Steinhausen findet 1297 ihre erste urkundliche Erwähnung. Zum Ende des 13. Jahrhunderts beginnen die Kötter aus der Region ihre Waren auf einem Gelände neben der Wittener Kirche zu verkaufen. An seiner Stelle befand sich lange Jahre bis Anfang 2012 der Wittener Busbahnhof. Das Gelände trägt den Namen Kornmarkt in Anspielung auf die Tatsache, dass auf diesem Platz bis 1884 mit Korn gehandelt wurde.

## Spätmittelalter
Die beiden Ruhrmühlen werden 1321 erstmals erwähnt. Am Fuße der Kirche wird um 1375 ein Verkaufshaus, Steynghademe genannt, errichtet. Dort werden verschiedene Waren gehandelt.
Zwischen 1350 und etwa 1400 wird Witten von der Pest heimgesucht. Im Gegensatz zum nahen Hattingen, wo sehr genau über Ausbruch und Verlauf der Pest Buch geführt wurde, sind genaue Daten aus Witten nicht überliefert. Aus Aufzeichnungen der Gerichtsherren von Witten geht allerdings hervor, dass in der zweiten Hälfte des 14. Jahrhunderts die Einwohnerzahl Wittens massiv zurückgegangen ist.

## Frühe Neuzeit
Mit dem Tod von Rötger von Witten 1505 endet die von den Grafen von der Mark an die Herren von Witten übertragene Gerichtsbarkeit. Vermutlich um 1510 findet die erste Kohleförderung am Ruhrufer statt. Die ersten urkundlich beglaubigten Kohleabbaustätten werden 1552 und 1578 im Muttental errichtet.
Pfarrer Heinrich Heitmann tritt 1557 seinen Dienst in der Johanniskirche als katholischer Geistlicher an, wendet sich aber später von der katholischen Kirche ab. 1582 gilt als Jahr, in dem sich Witten der Reformation anschließt, allerdings hat Heitmann vermutlich bereits 1575 das protestantische Glaubensbekenntnis angenommen. Heitmann stirbt am 3. September 1602.
Aus den Jahren 1580–1647 sind im Gericht Witten etwa 30 Hexenprozesse bekannt, von denen schriftliche Aufzeichnungen existieren. Die Angeklagten wurden Opfer der Auseinandersetzungen um die Gerichtsherrschaft in Witten. Die Obrigkeit demonstrierte durch die Hinrichtungen, dass die Gerichtsbarkeit in ihrer Hand lag. Besonders bekannt wurde der Hexenprozess gegen Arndt Bottermann.
Die Stadt Witten beschloss am 15. September 2014, die Opfer der Wittener Hexenverfolgungen moralisch-sozialethisch zu rehabilitieren.
Während des Holländischen Krieges wird Witten von 1672 bis 1675 von den Franzosen besetzt.
Am 22. April / 2. Mai 1675 erhält Witten in Kleve das Marktrecht durch den Kurfürsten Friedrich Wilhelm von Brandenburg. Gemäß der durch den Regierungs-, Justiz- und Hofgerichtsrat Mordio von der Reck überbrachten Urkunde wurde der Donnerstag als Markttag festgelegt. Zudem wurde der Wiederaufbau der 1503 durch extremen Eisgang zerstörten Ruhrbrücke nach Bommern zur Auflage gemacht.
Die erste Himmelfahrtskirmes findet 1693 in Witten statt.

## 18. Jahrhundert
Im Jahr 1722 werden gleich drei Hammerwerke in Witten gegründet.
Während des Siebenjährigen Krieges wird Witten von 1757 bis 1763 zum zweiten Mal von den Franzosen besetzt.
Vier Jahre bevor auf Initiative von Friedrich II. die gesamte Ruhr schiffbar gemacht wird, geschieht dies bereits 1776 in Witten.
Die 1789 begonnene Chaussee vom Wittener Crengeldanz nach Bochum wird 1790 fertiggestellt.

## 19. Jahrhundert – Industrielle Revolution

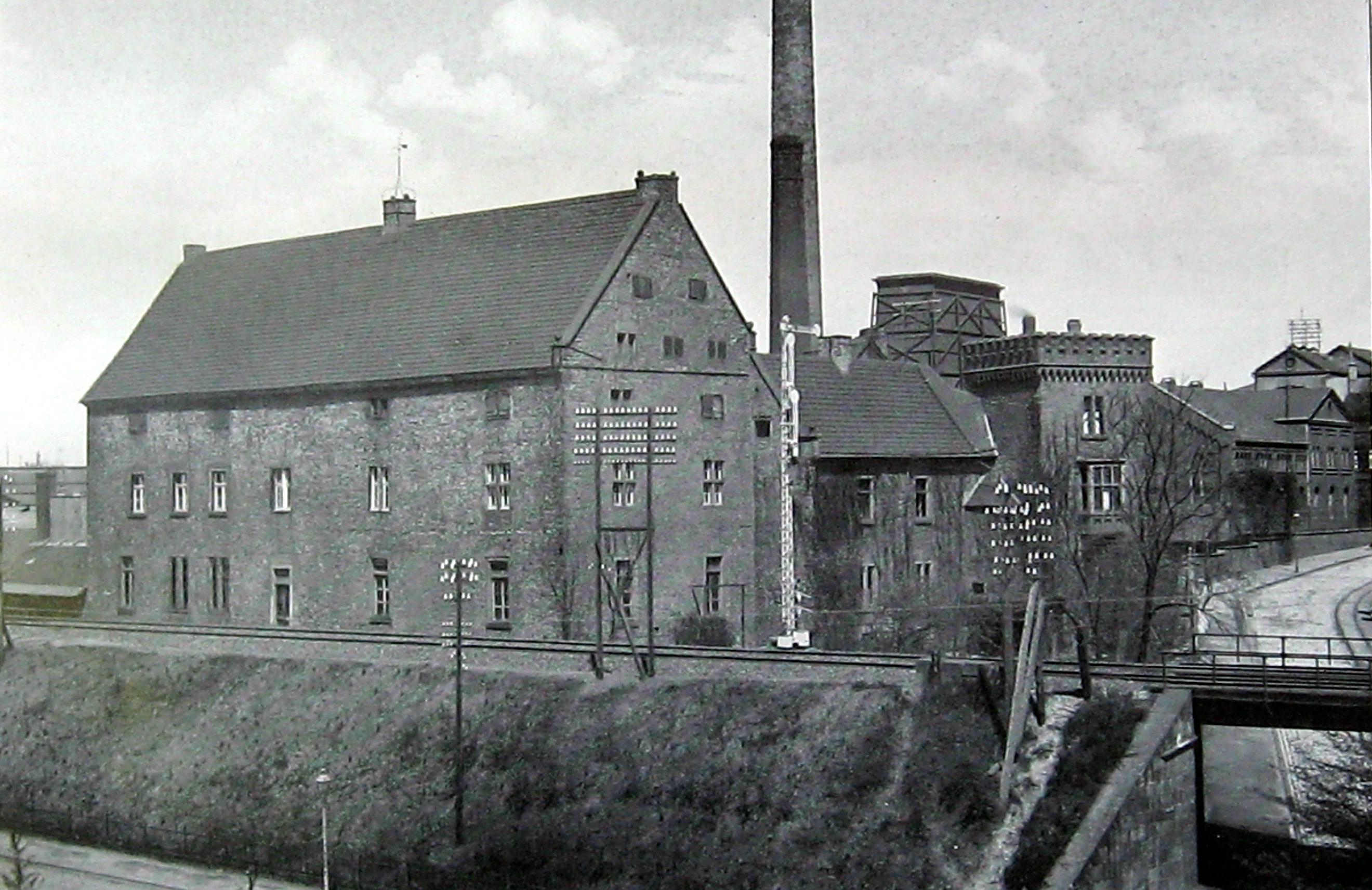
Haus Witten als Sitz eines Stahlwerks

Mit der dritten französischen Besatzungszeit von 1806 bis 1813 durch die Napoleonischen Truppen endet die Zugehörigkeit Wittens zur preußischen Grafschaft Mark. Witten wird Teil des von den gegründeten Ruhrdepartements des Großherzogtums Berg. Im Zuge der Neuorganisation wird 1809 die Mairie Witten gegründet und ein Bürgermeister installiert.
Witten gehört in der Folge vorübergehend zum preußischen Gouvernement zwischen Weser und Rhein und ab 1815 endgültig zu preußischen Provinz Westfalen. Die Bürgermeisterei Witten umfasst neben Witten die Gemeinden Langendreer, Stockum, Düren, Somborn und Werne. Sie wird dem Kreis Bochum zugeordnet. Am 14. November 1825 werden Witten die Stadtrechte verliehen. Die Gemeinde Witten wird bei der Einführung der Provinzialständischen Verfassung zu den Abgeordnetenwahlen im 4. (Märkischen) Wahlbezirk zugelassen. Damit wird das Dorf Witten offiziell zur Stadt Witten erklärt.
Die Bergisch-Märkische Eisenbahn-Gesellschaft (BME) eröffnet am 20. Dezember 1848 die Bahnstrecke Elberfeld–Dortmund, zunächst nur für den Güterverkehr. Am 9. März 1849 wird der neugebaute Bahnhof Witten BME eröffnet.

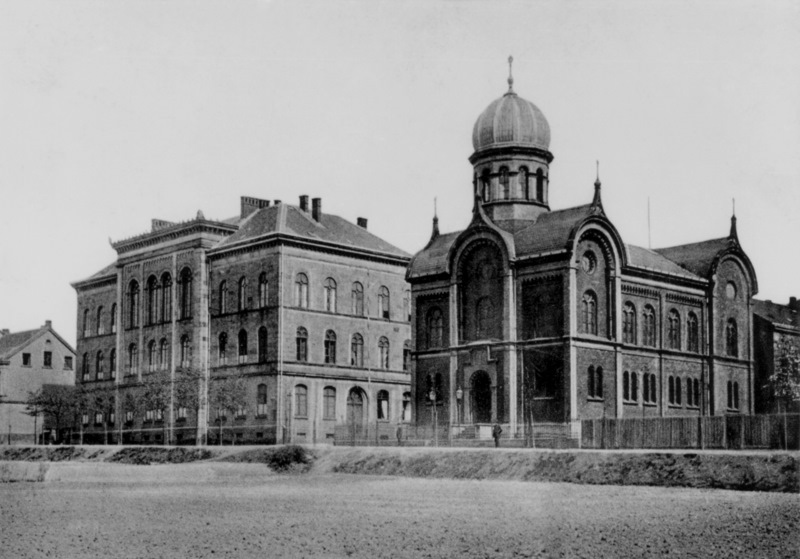
Wittener Synagoge, 1911

Am 7. November 1858 wird ein katholisches Hospital als erstes Wittener Krankenhaus eingeweiht. In den Statuten steht zu lesen, dass „alle heilbaren Kranken ohne Unterschied der Confession aufgenommen werden“. Die Glockengießerei Munte wird 1864 gegründet. Die Kommune kauft 1865 die bis dahin private Hauptverkehrsachse, die heutige Ruhr- und Hauptstraße. Im Jahr 1866 kommt es zu einem Cholera-Ausbruch in Witten. Die neue Ruhrbrücke zwischen Witten und Bommern wird 1881 errichtet. Am 27. November 1885 wird die Wittener Synagoge ihrer Bestimmung übergeben. Nachdem sich die Gütertransporte auf die Eisenbahn verlagerten, wird der Transport auf der Ruhr wirtschaftlich uninteressant, so dass die Ruhrschifffahrt in Witten 1890 eingestellt wird.
Im März 1872 traf der spätere Mitbegründer des Rheinmetall-Konzerns und Erfinder Heinrich Ehrhardt in Annen als Betriebsingenieur bei der Stahlgießerei König und Reunert erstmals mit dem französischen Stahltechniker Pierre-Émile Martin zusammen. Ehrhardt gelingt danach durch eine Abwandlung der Fertigungstechnologie für Eisenbahnachsen der Firma einen finanziellen Vorteil zu verschaffen.
Am 13. Dezember 1892 wird die Gedächtniskirche (Lage) eingeweiht. Sie wird im Zweiten Weltkrieg ein Opfer der Bomben. Das Gebäude war 49,5 m lang, 24,1 m breit und 71,5 m hoch und wurde für 792.085,65 Mark errichtet, wovon 419.222,25 allein auf das Grundstück entfielen. 1923 musste sie vorübergehend aufgrund von Setzungen geschlossen werden. Nachdem sich der Untergrund beruhigt hatte, begann man 1927 mit der Restaurierung. Die Gedächtniskirche hatte vier Bronzeglocken, die in der früheren Wittener Glockengießerei Munte gegossen wurden. Im Ersten Weltkrieg brauchte die Kirchengemeinde nur eine Glocke abzugeben. Die anderen drei Glocken wurden im Zweiten Weltkrieg im Turm zerschlagen und dann eingeschmolzen.
Witten scheidet am 1. April 1899 aus dem Kreis Bochum aus und wird eine kreisfreie Stadt.

## 20. Jahrhundert

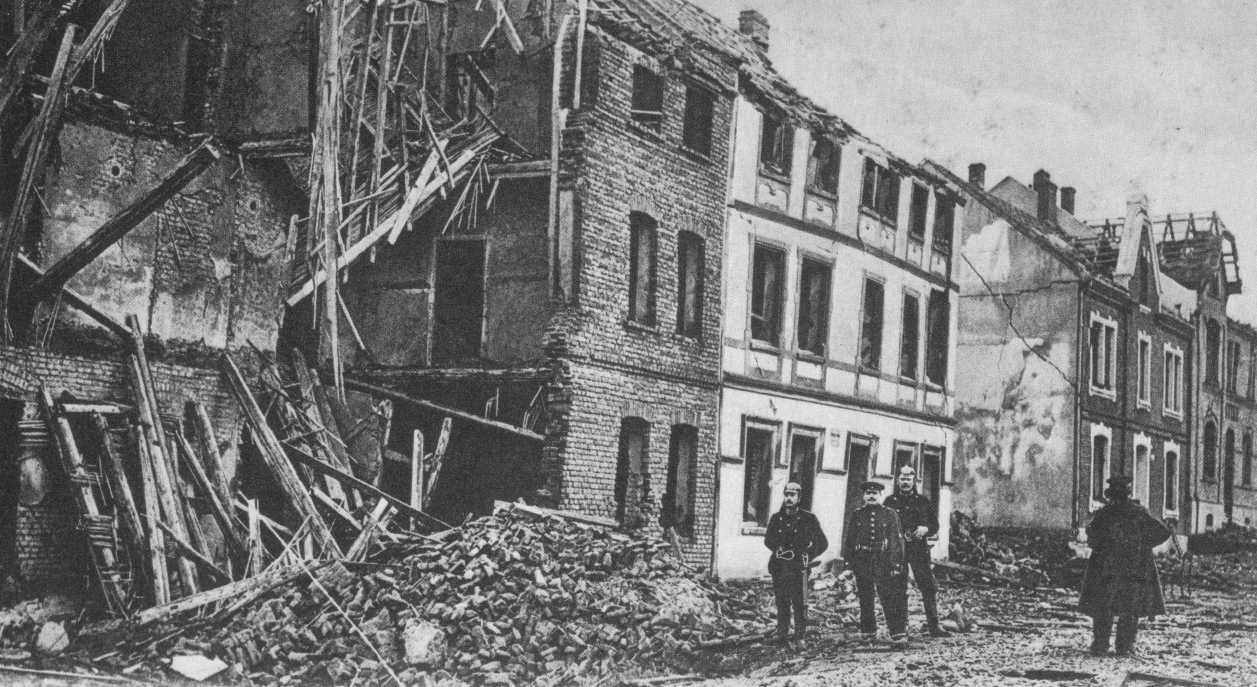
Folgen der Roburit-Explosion

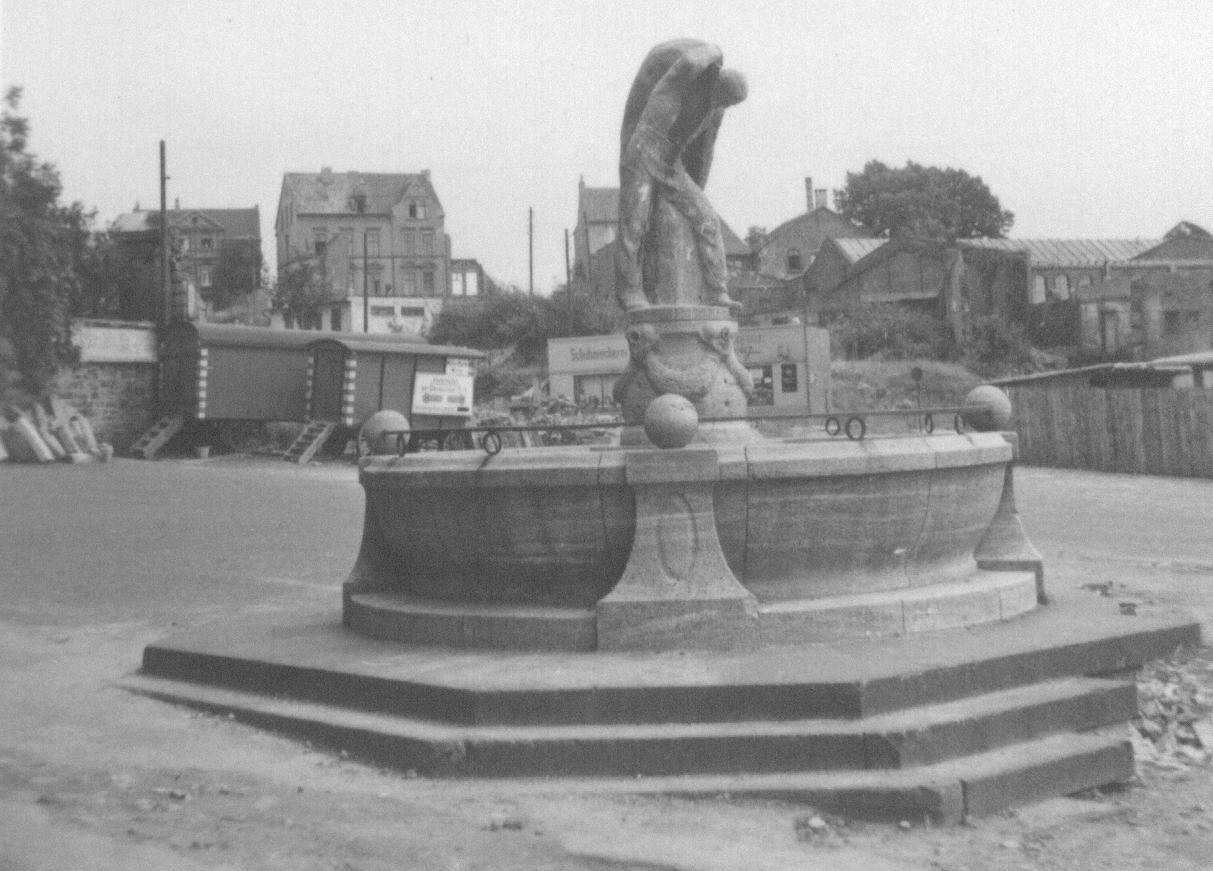
Wittener Kornmarkt 1951

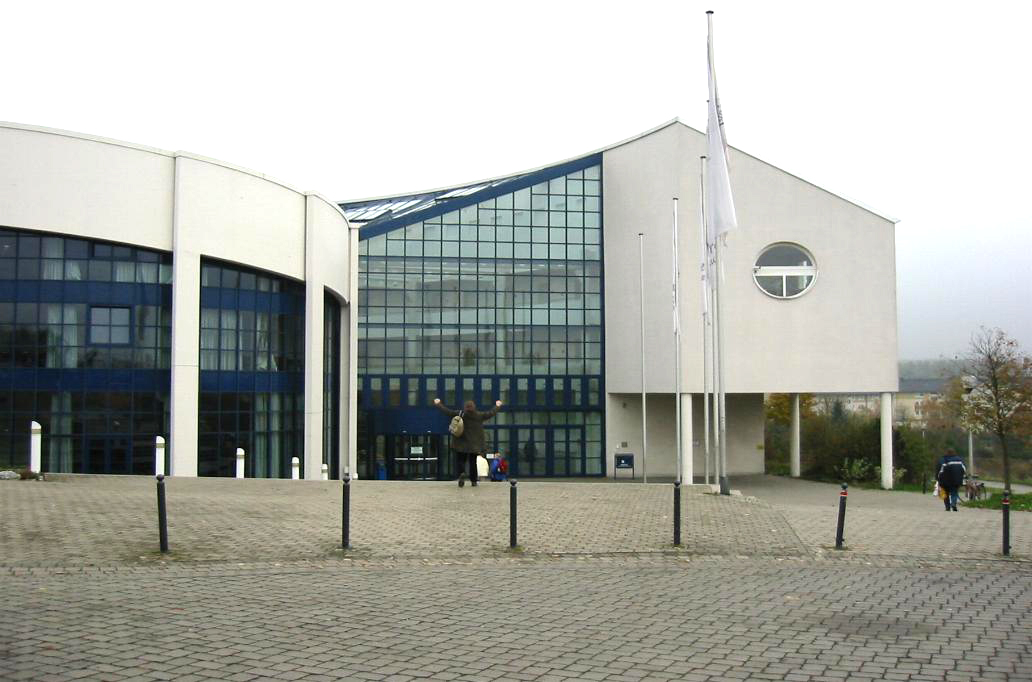
Campus der Universität Witten/Herdecke

Der Wasserhochbehälter Helenenberg wird 1900 in Betrieb genommen. Wegen der burgähnlichen Gestaltung und seiner exponierten Lage wird er unter dem volkstümlichen Namen Wasserschloss für sechs Jahrzehnte eines der Wahrzeichen der Stadt. Da man im Gegensatz zu heute noch nicht den Begriff des Industriedenkmals definiert hatte, wurde er 1960 beim Bau eines größeren Wasserbehälter komplett abgerissen. Der heutige Hauptbahnhof wird 1901 eröffnet.
Am 28. November 1906 rückte eine industrielle Katastrophe Witten für kurze Zeit in den Fokus der internationalen Aufmerksamkeit: Gegen 19:45 Uhr brach im Maschinenraum der Roburit-Fabrik Witten a. d. Ruhr GmbH ein Feuer aus. Das Unternehmen stellte den Wettersprengstoff Roburit her. Die Ursache konnte nie geklärt werden, doch liegt eine spontane Selbstentzündung nahe. Der Brand ließ sich mit den vorhandenen Löscheinrichtungen nicht eindämmen. Um 20:17 Uhr kam es daher zur ersten Explosion, die brennende Trümmer über das Firmengelände verteilte. Die Explosion lockte Tausende Schaulustige an, die durch Feuerwehr und Polizei nicht zurückgehalten werden konnten. Um 21:13 Uhr explodierte das Rohstofflager, in dem große Mengen Trinitrotoluol (TNT) und Ammonsalpeter (Ammoniumnitrat) aufbewahrt wurden. Infolge der Explosionen starben insgesamt 41 Menschen, darunter 7 Werksangehörige, 4 Feuerwehrleute, außerdem vor allem jugendliche Schaulustige. Hinzu kamen etwa 60 Schwer-, etwa 200 Leichtverletzte und etwa 2000 vorübergehend Obdachlose.
Auf Initiative von Konrad-Maria Krug entsteht in Witten in der zweiten Hälfte der 1920er drei Sommer lang die größte Freilichtbühne Deutschlands. Am 1. Juli 1921 wird die Gemeinde Heven aus dem Amt Heven-Herbede und am 1. August 1929 werden die Gemeinden Annen (mit dem am 1. April 1922 eingemeindeten Rüdinghausen), Stockum, Düren, Teile von Bommern sowie Teile von Langendreer (Krone) nach Witten eingegliedert. Während der Ruhrbesetzung erlebt Witten von 1923 bis 1925 seine vierte französische Besatzungszeit.
Das Wittener Rathaus wird 1926 eingeweiht. Im Rahmen der Gemeindereform des Jahres 1929 wird das Amt Annen aufgelöst und Annen wird, zusammen mit seinem Stadtteil Rüdinghausen, ein Wittener Stadtteil. Aufgrund der Auflösung des Amtes Langendreer werden auch Stockum und Düren als Stadtteile aufgenommen.
Bei den Novemberpogromen 1938 wird die Wittener Synagoge zerstört. Im September 1944 wurde im Stadtteil Annen ein Außenlager des Konzentrationslager Buchenwald eingerichtet. Die Häftlinge mussten im Annener Gussstahlwerk arbeiten. Am 12. November 1944 kamen bei einem Luftangriff 409 Menschen ums Leben, und rund 20 000 wurden obdachlos. Ein weiterer Großangriff in der Nacht vom 18. auf den 19. März 1945 forderte rund 500 Todesopfer und machte weitere 20 000 Menschen obdachlos. Gegen Kriegsende hatte Walter Model, Oberkommandierender der deutschen Truppen im Westen, kurzzeitig sein Hauptquartier in der Dorfschule in Heven. Das gesamte Stadtgebiet, vor allem der Bereich um die Ruhrbrücken, wurde zum Schauplatz eines erbitterten Abwehrkampfes zwischen US-Truppen und Wehrmachtsverbänden, die den Ort jedoch bald nach und nach räumen mussten.
Der Hohenstein erlebt in den 1950er Jahren eine zweite Blütezeit als Naherholungsgebiet für die umliegenden Städte. Der in unmittelbare Nachbarschaft gelegene Ruhrhof entwickelt sich zu einem bedeutenden Tanzlokal der Region. Am 6. September 1953 wird Alma Kettig als erste Frau aus Witten in den Bundestag gewählt. Die Jewish Trust Corporation kommt 1955 zu dem Entschluss, das Grundstück, auf dem sich die Wittener Synagoge befand, einem Wittener Bauunternehmer zu verkaufen, da nach dem Krieg nur wenige jüdische Mitbürger, die den Holocaust überlebt haben, nach Witten zurückgekehrt sind.
Von einer Bürgerinitiative wird 1956 der Bau eines Stadtbades initiiert. Die Initiative nimmt über Spenden und mehrere Lotterien 318.000 DM ein. Aufgrund dieser massiven Bürgerbewegung unterstützt dann auch die Politik das Projekt, so das 1958 auf dem Gelände des im 2. Weltkrieg zerstörten Stadtbades der Neubau eröffnet werden kann. Anfang des 21. Jahrhunderts ließ Kommune teils aus Geldmangel, teils um dem nahen Freizeitbad des RVR keine Konkurrenz zu machen, das Bad soweit verfallen, dass es 2004 aus baupolizeilichen Gründen geschlossen werden musste. 2005 wurde es schließlich abgerissen. Auf dem Grundstück am Voß’schen Garten wurde eine Wohnanlage für Senioren gebaut.
In den 1960er Jahren wird das Haus Lindemann in Annen zum bevorzugten Tanzlokal dieser Zeit. Die Erschließung der innerstädtische Brach- und Grünfläche zwischen Humboldtplatz und Bahnhofstraße beginnt. In der Folge entstehen hier als markante Neubauten die Hauptpost, das Kempfhaus und das Citycenter.
In den 1970er Jahren wird die Kellergaststätte Treppchen in der Innenstadt ein wichtiger Treffpunkt der deutschen Dixielandszene. Durch den persönlichen Einsatz von Hildegard Doebner, der Gründerin des Wittener Folkclub, wird Witten zu einer Anlaufstelle für internationale Folkmusiker.

Einwohnerentwicklung von Witten von 1871 bis 2018 zum jeweiligen Gebietsstand. Gut erkennbar die Eingemeindungen 1921, 1929 und 1975

Im Rahmen der Kommunalreform in Nordrhein-Westfalen verliert Witten am 1. Januar 1975 seine Kreisfreiheit und wird dem Ennepe-Ruhr-Kreis zugeordnet. Gleichzeitig wird die Stadt Herbede eingemeindet. Das kommunale Veranstaltungszentrum Saalbau wird am 19. September 1975 eröffnet. Die Schließung der letzten westdeutschen Kleinzeche Egbert in Kämpen im Jahr 1976 markiert das Ende der Kohleförderung in Witten.
Mit der aus Steuermittel geförderten Wittener Werkstadt entsteht in den 1980er Jahren ein zweites Kulturzentrum am Rand der Innenstadt. Die Universität Witten/Herdecke wird 1983 als erste Volluniversität in privater Trägerschaft in Deutschland gegründet. 1993 schließen sich die Städte Bochum, Hattingen, Herne und Witten zur Region Mittleres Ruhrgebiet zusammen. Die Ruhrbühne Witten baut 1999 in Eigenregie ein eigenes Theater mit 99 Plätzen.

## 21. Jahrhundert

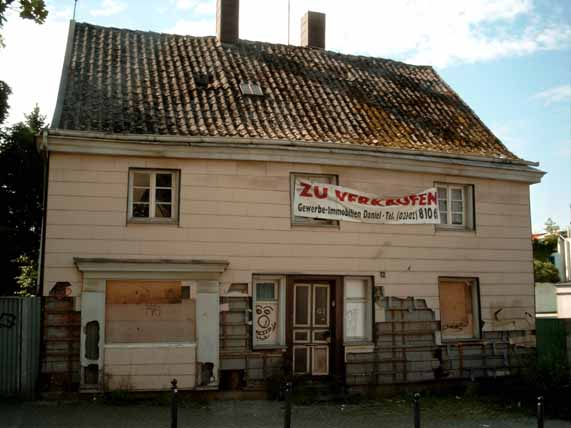
Eines der letzten drei Fachwerkhäuser in der Innenstadt, abgerissen 2009

September 2009: Abriss eines der letzten drei Fachwerkhäuser in der Innenstadt, deren Bild bis zur Zerstörung großer Teile der Innenstadt bei alliierten Bombenangriffen im November 1944 überwiegend von Fachwerkhäusern geprägt gewesen war. Der Ausschuss für Stadtentwicklung hatte im August 2006 einem Abriss des Hauses zugestimmt, obwohl es unter Denkmalschutz stand. Als Grund wurde der schlechte Zustand des Hauses genannt, der eine Sanierung unmöglich mache.
Im Jahre 2005 wird das Wittener Stadtbad abgerissen. Bürgerproteste konnten die Schließung und den Abriss nicht verhindern.

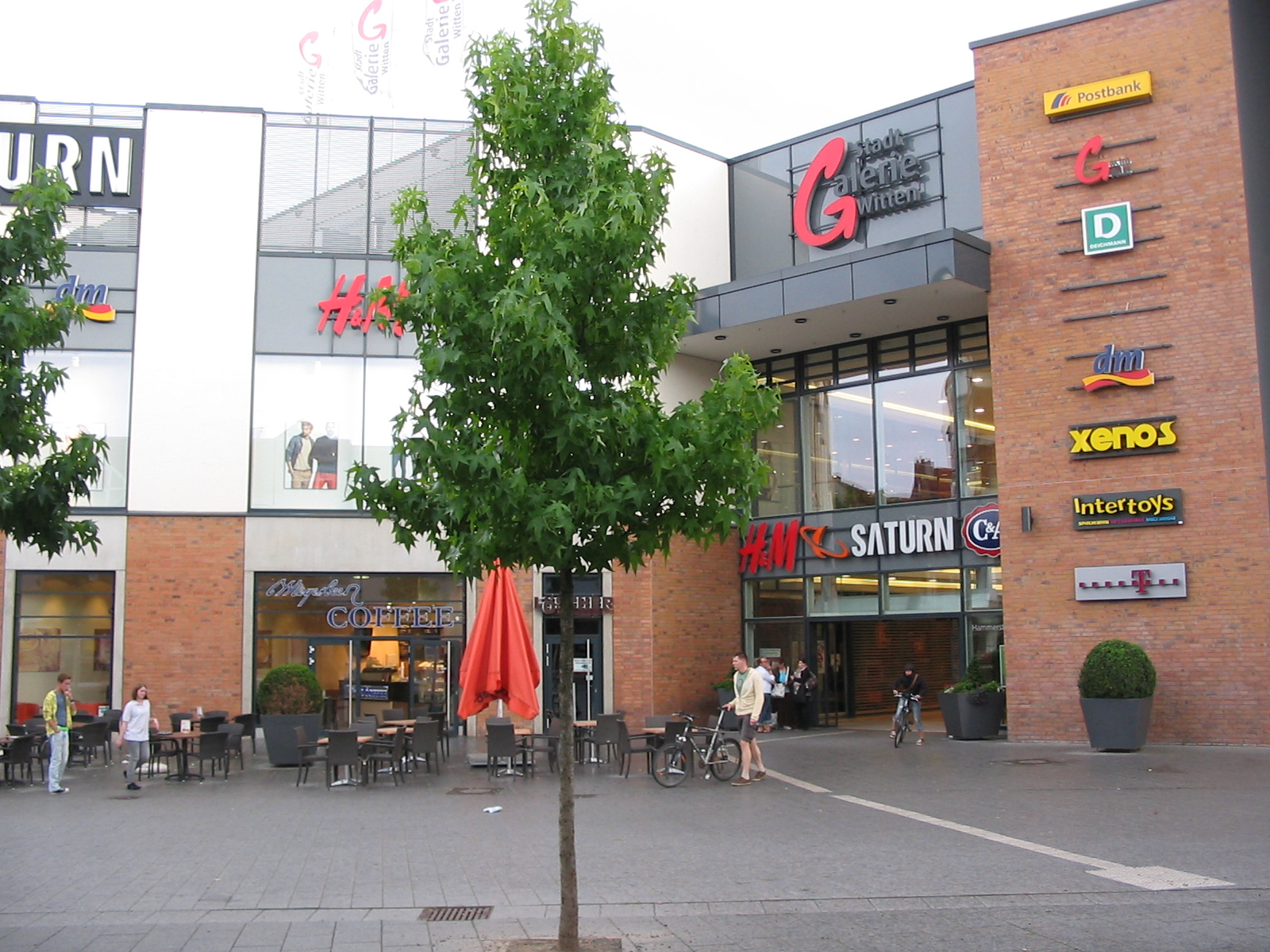
Stadtgalerie Witten, eröffnet 2009

24. September 2009: Eröffnung des Einkaufszentrums Stadtgalerie Witten (Neubau nach Abriss der Hauptpost und des wirtschaftlich wenig erfolgreichen Citycenters).

## Geschichtsvereine in Witten
- Verein für Orts- und Heimatkunde in der Grafschaft Mark, gegründet 1886
- Arbeitsgemeinschaft Muttenthalbahn, gegründet 1986
- Buchholzer Heimatverein, gegründet 1997[12]
- Bürger- und Heimatverein Heven, gegründet 1897[13]
- Burgfreunde Hardenstein, gegründet 1974[14]
- Förderverein Bergbauhistorischer Stätten Ruhrrevier, gegründet 1982
- Geschichtsverein Annen, gegründet 1987[15]
- Heimat- und Geschichtsverein Bommern, gegründet 1984
- Heimatfreunde Stockum/Düren
- Heimatverein Herbede
- Heimatverein Rüdinghausen
- Rosi-Wolfstein-Gesellschaft